# دولسين (سكريات)
دولسين Dulcin هو مُحلي صناعي أحلى بحوالي 250 مرة من السكر، اكتشفه الكيميائي البولندي جوزيف بيرلينيربلو في عام 1883 (27 أغسطس 1859 - 1935). تم إنتاجه لأول مرة بكميات كبيرة بعد حوالي سبع سنوات. على الرغم من أنه تم اكتشافه بعد خمس سنوات فقط من السكرين ، إلا أنه لم يستمتع أبدًا بنجاح سوق المركب الأخير. ومع ذلك ، فقد كان مُحليًا مهمًا في أوائل القرن العشرين وكان له ميزة على السكرين من حيث أنه لا يمتلك طعمًا مرًا.
أظهرت الفحوصات الطبية المبكرة أن المادة آمنة للاستهلاك البشرية ، واعتبرت مثالية لمرضى السكر . ومع ذلك ، أثارت دراسة أجرتها إدارة الغذاء والدواء الأمريكية في عام 1951 العديد من الأسئلة حول سلامتها ، مما أدى إلى إزالتها من السوق في عام 1954 بعد أن كشفت الاختبارات على الحيوانات عن خصائص مسرطنة غير محددة.[بحاجة لمصدر] في اليابان ، حدثت حوادث تسمم من دواء دولسين بشكل متكرر ، وتم حظر استخدام دولسين في عام 1969. يُعرف دولسين أيضًا باسمي سوكرول وفالزين .

## التجهيز
يمكن إنتاج دولسين عن طريق إضافة سيانات البوتاسيوم إلى باي هيدروكلوريد <i id="mwJg">p</i> -phenetidine في محلول مائي في درجة حرارة الغرفة. طريقة بديلة لجعل دولسيين هي عن طريق خلط اليوريا وp-phenetidine hydrochloride إلى خليط من حمض الهيدروكلوريك والجليدية حمض الخليك (glacial acetic acid.).